# كاثرين آن كلاين
كاثرين آن كلاين (بالإنجليزية: Catherine Ann Cline)‏ هي مؤرخة أمريكية، ولدت في 1927، وتوفيت في 2005.